# 千歳家今次・今若
千歳家今次・今若（ちとせや いまじ・いまわか）は、昭和期に活躍した兄弟の漫才師。
コンビ結成時期は不明。弟の今若のほうが先に千歳家今男の門下になって1931年に千日前愛進館で千歳家歳男とコンビで初舞台をしている。この頃は歳男が柔道着、今若がボクサー姿の「柔拳漫才」をトリネタにする。ほかにもテーブルとテーブル掛けを用いて演じる「サイレンと浪曲」という浪曲の節真似を交互にするネタがあった。兄の今次は1939年に千日前三友俱楽部で今若とコンビ初舞台をしている。
徹底した駄洒落・ギャグを取り入れたしゃべくり漫才をやった。

## メンバー
- 千歳家今次（ちとせや いまじ、1907年 - 1970年4月11日）本名は村田 庄太郎。

奈良県出身。千歳家今男の門下で最初は今治と名乗ったが後に今次となった。1939年に千日前三友俱楽部で弟とコンビで初舞台。若いころから頭の毛が薄くなり前髪をよく気にしていて毎回楽屋で櫛で梳くので「逆まつ毛」とあだ名されていた。
- 千歳家今若（ちとせや いまわか、1910年 - 没年不詳）本名は村田 安太郎。

奈良県出身。千歳家今男の門下。1931年に千日前愛進館で千歳家歳男とコンビで初舞台。歳男の出征で今次とコンビを組んだ。今次の死後は松本さん吉と1年ほど組んだが解消し新世界新花月の頭取（スタッフ）や松竹芸能のタレント養成所の漫才教室の講師をやり人材育成に力を注いだ。